# Kujaš
Kujaš (turško Kuyaş, tatarsko Кояш, Qoyaş, baškirsko Kояш, uzbeško Quyosh, ujgursko قۇياش) je v turški mitologiji bog sonca.
Bog neba Gök Tanrı (Tengri) je ustvaril zemljo z žarki sončne svetlobe, zato je tudi Kujaš zaslužen za stvaritev zemlje. Sončni žarki so tudi niti, ki povezujejo sonce z  duhovi rastlin, živali in ljudi. Turki, ki s častili Kujaša, so se med molitvijo obrnili proti sončnemu vzhodu.
Kujaš je bil sin Tengrija (tengri v mongolščini pomeni nebo) in boginje zemlje Jer Tanrı. Moč in gonilna sila boga sonca sta mu dala privilegij, da se je priklonil soncu vsako jutro, ko je vzšlo. Kujaš je pogosto prikazan kot ognjena ptica ali krilat konj. Njegovo podobo so v davnini pogosto uporabljali za krašenje lončene posode in uhanov.
Bog sonca Kujaš je lahko iz svojih rok naredil »sončne pramene«, s katerimi lahko zaslepil in ožgal svoje žrtve. Za altajska ljudstva sonce pomeni svetlobo, toploto in rast. Sončno božanstvo je bilo zato zelo pomembno, na sonce pa so gledali kot na vladarja vsega stvarstva. Upodabljali so ga kot vojščaka.

## Sonce v turški kulturi
Sonce (ali Kujaš) je bil sin Gök-Tengrija (bog neba)  in Toprak Ane (boginje zemlje). Turška ljudstva in Mongoli častijo moč in vitalnost boga sonca. Huni naj bi zjutraj odšli iz svojih vasi in vzhajajoče sonce  pozdravili s streljanjem z loki proti njemu. Altajska ljudstva so se med molitvijo obračala proti sončnemu vzhodu.  Sonce so častili zato, ker je Gok-Tengri nadziral ustvarjanje sveta s sončnimi žarki, ki so hkrati niti, ki povezujejo duhove rastlin s soncem. Sončne žarke so imeli tudi za medij, ki prenaša Tengrijevo življenjsko silo na otroke.
Turška ljudstva povezujejo pot sonca z letom ognjene ptice ali krilatega konja. Leteči krilati konji kot simboli sonca se na široko uporabljajo v kozmoloških mitih turških ljudstev. S soncem so povezane tudi druge živali, zlasti ovni, jeleni in biki.

## Vira
- Deniz Karakurt.  Türk Söylence Sözlüğü (Turški mitološki slovar), OTRS: CC BY-SA 3.0.
- Ural Batır. Publikacija turkega ministrstva za kulturo in turizem.